# Ferrante I. Gonzaga

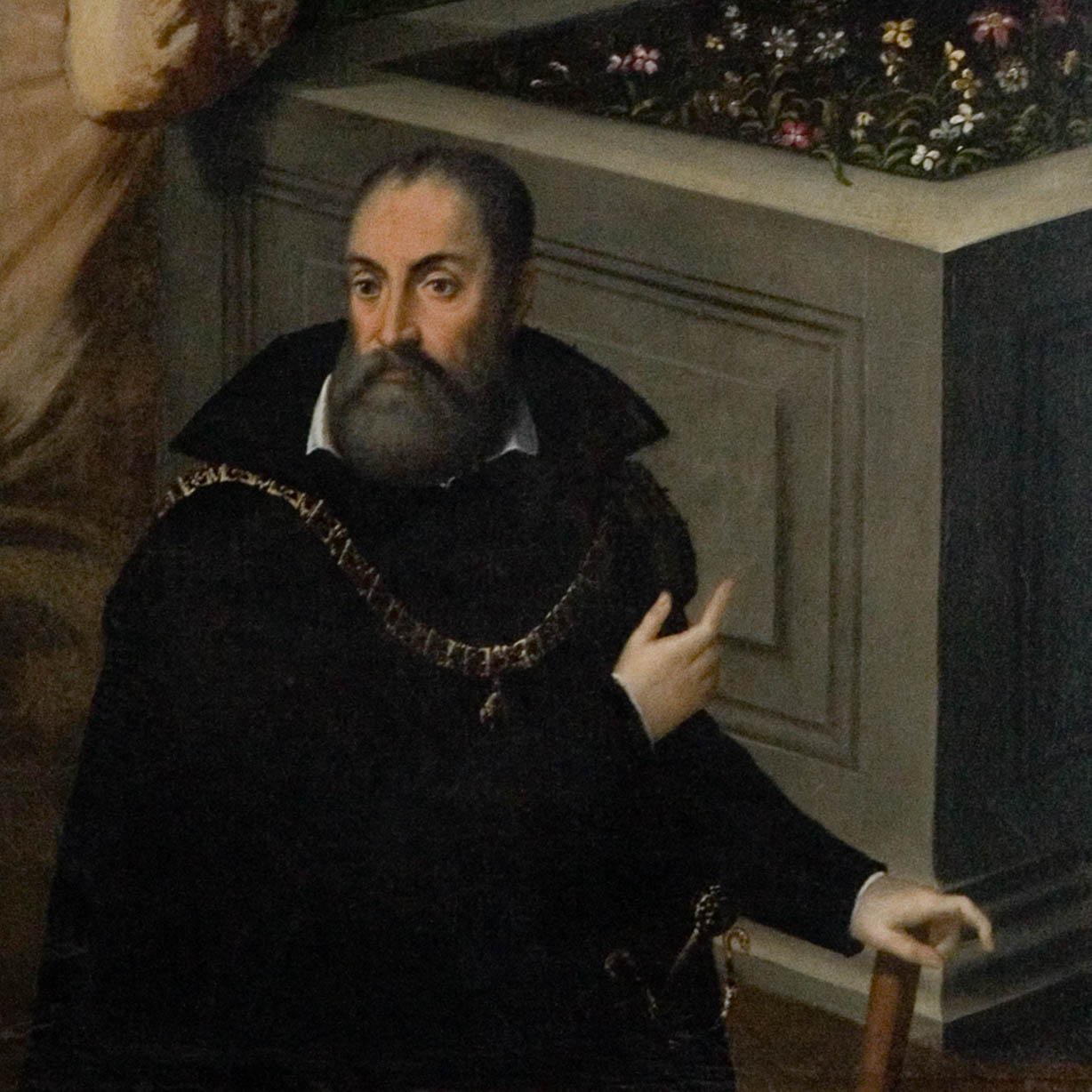
Ferrante I. Gonzaga

Ferrante I. Gonzaga (* 28. Januar 1507 in Mantua; † 15. November 1557 in Brüssel) aus der Familie Gonzaga war der dritte Sohn des Markgrafen Francesco II. Gonzaga von Mantua und der Isabella d’Este.
Er machte eine militärische Karriere, brachte es bis zum Feldherrn Kaiser Karls V. und wurde von diesem 1536 zum Vizekönig von Sizilien ernannt. Dieses Amt gab er 1546 zugunsten der Statthalterschaft von Mailand auf, die er bis 1555 innehatte. Unter der Bezeichnung Príncipe de Molfetta war er 1543 Botschafter von Karl V. bei Heinrich VIII. von England.
Ferrante Gonzaga kaufte 1539 die Grafschaft Guastalla. Er hatte 1529 Isabella von Capua († 17. September 1559) geheiratet, die Tochter des Fürsten Ferdinand von Molfetta. Mit ihr hatte er mehrere Kinder, darunter Francesco II. Gonzaga, Giovanni Vincenzo Gonzaga und Cesare I. Gonzaga, der zum Herzog von Amalfi ernannt wurde.